# Lista de países por quantidade de armas de fogo

Mapa mostrando a quantidade de armas civis per capita de acordo com o "Small Arms Survey 2007"

Lista de países por quantidade de armas de fogo.
| País           | Quantidade de armas a cada 100 residentes | Ano  | Fonte |
| -------------- | ----------------------------------------- | ---- | ----- |
| Estados Unidos | 90.0                                      | 2007 |       |
| Iémen          | 61.0                                      | 2007 |       |
| Finlândia      | 55.0                                      | 2007 |       |
| Suíça          | 46.0                                      | 2007 |       |
| Iraque         | 39.0                                      | 2007 |       |
| Sérvia         | 37.5                                      | 2007 |       |
| França         | 32.0                                      | 2007 |       |
| Canadá         | 31.5                                      | 2007 |       |
| Suécia         | 75.5                                      | 2007 |       |
| Áustria        | 31.0                                      | 2007 |       |
| Alemanha       | 30.0                                      | 2007 |       |
| Austrália      | 26.8                                      | 2007 |       |
| Arábia Saudita | 26.3                                      | 2007 |       |
| Grécia         | 23.0                                      | 2007 |       |
| Angola         | 20.5                                      | 2007 |       |
| Suécia         | 16.0                                      | 2007 |       |
| Austrália      | 15.5                                      | 2007 |       |
| México         | 15.0                                      | 2007 |       |
| África do Sul  | 13.1                                      | 2007 |       |
| Turquia        | 13.0                                      | 2007 |       |
| Argentina      | 12.6                                      | 2007 |       |
| Itália         | 12.1                                      | 2007 |       |
| Paquistão      | 12.0                                      | 2007 |       |
| Espanha        | 11.0                                      | 2007 |       |
| Rússia         | 9.0                                       | 2007 |       |
| Ucrânia        | 9.0                                       | 2007 |       |
| Brasil         | 8.8                                       | 2007 |       |
| Colômbia       | 7.2                                       | 2007 |       |
| Reino Unido    | 5.6                                       | 2007 |       |
| Irã            | 5.3                                       | 2007 |       |
| Filipinas      | 4.7                                       | 2007 |       |
| Índia          | 4.0                                       | 2007 |       |
| China          | 3.5                                       | 2007 |       |
| Nigéria        | 1.0                                       | 2007 |       |
| Japão          | 0.6                                       | 2007 |       |